# ستيفن س. إيرل
ستيفن س. إيرل (بالإنجليزية: Stephen C. Earle)‏ هو مهندس معماري أمريكي، ولد في 4 يناير 1839 في Leicester, Massachusetts ‏ في الولايات المتحدة، وتوفي في 12 ديسمبر 1913 في ورسستر في الولايات المتحدة.